# David Prophet
David Prophet (Hong Kong, 9 de outubro de 1937 – Silverstone, 29 de março de 1981) foi um automobilista anglo-chinês de Fórmula 1. Foi o único piloto de Hong Kong a disputar a categoria (ainda era colônia britânica na China), mas sempre competiu com licença inglesa.
Atuou em duas provas na Grande Prêmio da África do Sul: 1963 e 1965, correndo com carros privados da Brabham; Abandonou em 1963 e 14º lugar (não pontuou) em 1965.
Prophet morreu em 1981, em um acidente de helicóptero, pouco depois de decolar do Circuito de Silverstone.